# Rennrodel-Weltmeisterschaften
Bei den Rennrodel-Weltmeisterschaften werden die Weltmeister der einzelnen Disziplinen des Rennrodelns auf der Kunstbahn ermittelt. Die Weltmeisterschaften werden seit 1955 in den Disziplinen Einsitzer der Männer und Frauen und im Doppelsitzer ausgetragen. Seit 1989 findet zudem im Rahmen der Weltmeisterschaften ein Teamwettbewerb statt. 2016 bis 2024 kamen weitere drei Wettbewerbe hinzu. In den drei Disziplinen Fraueneinsitzer, Männereinsitzer und Doppelsitzer wurden in Königssee erstmals Sprintwettbewerbe ausgetragen. Der Unterschied zu den normalen Wettbewerben liegt darin, dass die Zeit erst nach 100 Metern gefahrener Strecke gemessen wird und es nur einen Wertungsdurchgang gibt. Ab 2025 gibt es Mixed-Wettbewerbe im Ein- und Doppelsitzer, bei denen je ein Schlitten der Männer und der Frauen einen Teamwettbewerb, vergleichbar der Team-Staffel, austragen.
Die Weltmeisterschaften im Rennrodeln finden in der Regel jährlich statt und bilden zum Ende des Rennrodel-Weltcups den Höhepunkt der Rodelsaison auf der Kunstbahn in nichtolympischen Jahren. Die Rennen der Weltmeisterschaften zählen nicht zum Rennrodel-Weltcup. In Jahren mit Olympischen Winterspielen werden die Weltmeisterschaften nicht ausgetragen.

## Ergebnisse bisheriger Rennrodel-Weltmeisterschaften

### Weltmeister im Einsitzer der Männer
| WM  | Jahr | Austragungsort                  | Sieger                                                | Zweiter                                               | Dritter                                               |
| --- | ---- | ------------------------------- | ----------------------------------------------------- | ----------------------------------------------------- | ----------------------------------------------------- |
| 01. | 1955 | Oslo                            | Anton Salvesen                                        | Josef Thaler                                          | Josef Isser                                           |
| 02. | 1956 | Weltmeisterschaften ausgefallen | Weltmeisterschaften ausgefallen                       | Weltmeisterschaften ausgefallen                       | Weltmeisterschaften ausgefallen                       |
| 03. | 1957 | Davos                           | Hans Schaller                                         | Bibi Torriani                                         | Erich Raffl                                           |
| 04. | 1958 | Krynica-Zdrój                   | Jerzy Wojnar                                          | Ryszard Pędrak                                        | Reinhold Frosch                                       |
| 05. | 1959 | Villard-de-Lans                 | Herbert Thaler                                        | Josef Feistmantl                                      | David Moroder                                         |
| 06. | 1960 | Garmisch-P.                     | Helmut Berndt                                         | Reinhold Frosch                                       | Hans Plenk                                            |
| 07. | 1961 | Girenbad                        | Jerzy Wojnar                                          | Hans Plenk                                            | Reinhold Senn                                         |
| 08. | 1962 | Krynica-Zdrój                   | Thomas Köhler                                         | Jerzy Wojnar                                          | Jochen Asche                                          |
| 09. | 1963 | Imst                            | Fritz Nachmann                                        | Hans Plenk                                            | Klaus-Michael Bonsack                                 |
| 10. | 1965 | Davos                           | Hans Plenk                                            | Mieczysław Pawełkiewicz                               | Giovanni Graber                                       |
| 11. | 1966 | Friedrichroda                   | Weltmeisterschaften ausgefallen (siehe Spießbergbahn) | Weltmeisterschaften ausgefallen (siehe Spießbergbahn) | Weltmeisterschaften ausgefallen (siehe Spießbergbahn) |
| 12. | 1967 | Hammarstrand                    | Thomas Köhler                                         | Klaus-Michael Bonsack                                 | Josef Feistmantl                                      |
| 13. | 1969 | Königssee                       | Josef Feistmantl                                      | Manfred Schmid                                        | Wolfgang Scheidel                                     |
| 14. | 1970 | Königssee                       | Josef Fendt                                           | Josef Feistmantl                                      | Wolfgang Scheidel                                     |
| 15. | 1971 | Olang                           | Karl Brunner                                          | Leonhard Nagenrauft                                   | Josef Feistmantl                                      |
| 16. | 1973 | Oberhof                         | Hans Rinn                                             | Wolfram Fiedler                                       | Harald Ehrig                                          |
| 17. | 1974 | Königssee                       | Josef Fendt                                           | Hans Rinn                                             | Horst Müller                                          |
| 18. | 1975 | Hammarstrand                    | Wolfram Fiedler                                       | Manfred Schmid                                        | Harald Ehrig                                          |
| 19. | 1977 | Innsbruck-Igls                  | Hans Rinn                                             | Horst Müller                                          | Anton Winkler                                         |
| 20. | 1978 | Imst                            | Paul Hildgartner                                      | Anton Winkler                                         | Manfred Schmid                                        |
| 21. | 1979 | Königssee                       | Dettlef Günther                                       | Karl Brunner                                          | Paul Hildgartner                                      |
| 22. | 1981 | Hammarstrand                    | Sergei Danilin                                        | Michael Walther                                       | Ernst Haspinger                                       |
| 23. | 1983 | Lake Placid                     | Miroslav Zajonc                                       | Sergei Danilin                                        | Paul Hildgartner                                      |
| 24. | 1985 | Oberhof                         | Michael Walther                                       | Jörg Hoffmann                                         | Jens Müller                                           |
| 25. | 1987 | Innsbruck-Igls                  | Markus Prock                                          | Jens Müller                                           | Sergei Danilin                                        |
| 26. | 1989 | Winterberg                      | Georg Hackl                                           | Jens Müller                                           | Johannes Schettel                                     |
| 27. | 1990 | Calgary                         | Georg Hackl                                           | Markus Prock                                          | Jens Müller                                           |
| 28. | 1991 | Winterberg                      | Arnold Huber                                          | Georg Hackl                                           | Markus Prock                                          |
| 29. | 1993 | Calgary                         | Wendel Suckow                                         | Georg Hackl                                           | Wilfried Huber                                        |
| 30. | 1995 | Lillehammer                     | Armin Zöggeler                                        | Georg Hackl                                           | Markus Prock                                          |
| 31. | 1996 | Altenberg                       | Markus Prock                                          | Georg Hackl                                           | Jens Müller                                           |
| 32. | 1997 | Innsbruck-Igls                  | Georg Hackl                                           | Markus Prock                                          | Gerhard Gleirscher                                    |
| 33. | 1999 | Königssee                       | Armin Zöggeler                                        | Jens Müller                                           | Norbert Huber                                         |
| 34. | 2000 | St. Moritz                      | Jens Müller                                           | Armin Zöggeler                                        | Georg Hackl                                           |
| 35. | 2001 | Calgary                         | Armin Zöggeler                                        | Georg Hackl                                           | Markus Prock                                          |
| 36. | 2003 | Sigulda                         | Armin Zöggeler                                        | Mārtiņš Rubenis                                       | Rainer Margreiter                                     |
| 37. | 2004 | Nagano                          | David Möller                                          | Georg Hackl                                           | Mārtiņš Rubenis                                       |
| 38. | 2005 | Park City                       | Armin Zöggeler                                        | Georg Hackl                                           | David Möller                                          |
| 39. | 2007 | Innsbruck-Igls                  | David Möller                                          | Armin Zöggeler                                        | Jan Eichhorn                                          |
| 40. | 2008 | Oberhof                         | Felix Loch                                            | David Möller                                          | Andi Langenhan                                        |
| 41. | 2009 | Lake Placid                     | Felix Loch                                            | Armin Zöggeler                                        | Daniel Pfister                                        |
| 42. | 2011 | Cesana Torinese                 | Armin Zöggeler                                        | Felix Loch                                            | Andi Langenhan                                        |
| 43. | 2012 | Altenberg                       | Felix Loch                                            | Albert Demtschenko                                    | Armin Zöggeler                                        |
| 44. | 2013 | Whistler                        | Felix Loch                                            | Andi Langenhan                                        | Johannes Ludwig                                       |
| 45. | 2015 | Sigulda                         | Semjon Pawlitschenko                                  | Felix Loch                                            | Wolfgang Kindl                                        |
| 46. | 2016 | Königssee                       | Felix Loch                                            | Ralf Palik                                            | Wolfgang Kindl                                        |
| 47. | 2017 | Innsbruck-Igls                  | Wolfgang Kindl                                        | Roman Repilow                                         | Dominik Fischnaller                                   |
| 48. | 2019 | Winterberg                      | Felix Loch                                            | Reinhard Egger                                        | Semjon Pawlitschenko                                  |
| 49. | 2020 | Sotschi                         | Roman Repilow                                         | Jonas Müller                                          | Wolfgang Kindl                                        |
| 50. | 2021 | Königssee                       | Roman Repilow                                         | Felix Loch                                            | David Gleirscher                                      |
| 51. | 2023 | Oberhof                         | Jonas Müller                                          | Max Langenhan                                         | David Gleirscher                                      |
| 52. | 2024 | Altenberg                       | Max Langenhan                                         | David Gleirscher                                      | Felix Loch                                            |
| 53. | 2025 | Whistler                        | Max Langenhan                                         | Felix Loch                                            | Nico Gleirscher                                       |

### Weltmeister im Einsitzer der Frauen
| WM  | Jahr | Austragungsort                  | Siegerin                                              | Zweite                                                | Dritte                                                |
| --- | ---- | ------------------------------- | ----------------------------------------------------- | ----------------------------------------------------- | ----------------------------------------------------- |
| 01. | 1955 | Oslo                            | Karla Kienzl                                          | Maria Isser                                           | Marianne Bauer                                        |
| 02. | 1956 | Weltmeisterschaften ausgefallen | Weltmeisterschaften ausgefallen                       | Weltmeisterschaften ausgefallen                       | Weltmeisterschaften ausgefallen                       |
| 03. | 1957 | Davos                           | Maria Isser                                           | Helga Müller                                          | Brigitte Fink                                         |
| 04. | 1958 | Krynica-Zdrój                   | Maria Semczyszak                                      | Helena Boettcher                                      | Barbara Gorgón                                        |
| 05. | 1959 | Villard-de-Lans                 | Elly Lieber                                           | Maria Isser                                           | Agnes Neuerer                                         |
| 06. | 1960 | Garmisch-P.                     | Maria Isser                                           | Hannelore Possmoser                                   | Erika Leitner                                         |
| 07. | 1961 | Girenbad                        | Elisabeth Nagele                                      | Marianne Winkler                                      | Helene Thurner                                        |
| 08. | 1962 | Krynica-Zdrój                   | Ilse Geisler                                          | Gerda Rieser-Cegnar                                   | Danuta Nycz                                           |
| 09. | 1963 | Imst                            | Ilse Geisler                                          | Helene Thurner                                        | Janina Susczewska                                     |
| 10. | 1965 | Davos                           | Ortrun Enderlein                                      | Petra Tierlich                                        | Ilse Geisler                                          |
| 11. | 1966 | Friedrichroda                   | Weltmeisterschaften ausgefallen (siehe Spießbergbahn) | Weltmeisterschaften ausgefallen (siehe Spießbergbahn) | Weltmeisterschaften ausgefallen (siehe Spießbergbahn) |
| 12. | 1967 | Hammarstrand                    | Ortrun Enderlein                                      | Petra Tierlich                                        | Helene Thurner                                        |
| 13. | 1969 | Königssee                       | Petra Tierlich                                        | Anna-Maria Müller                                     | Christa Schmuck                                       |
| 14. | 1970 | Königssee                       | Barbara Piecha                                        | Christa Schmuck                                       | Elisabeth Demleitner                                  |
| 15. | 1971 | Olang                           | Elisabeth Demleitner                                  | Erika Lechner                                         | Barbara Piecha                                        |
| 16. | 1973 | Oberhof                         | Margit Schumann                                       | Ute Rührold                                           | Eva-Maria Wernicke                                    |
| 17. | 1974 | Königssee                       | Margit Schumann                                       | Elisabeth Demleitner                                  | Ute Rührold                                           |
| 18. | 1975 | Hammarstrand                    | Margit Schumann                                       | Ute Rührold                                           | Dana Spálenská                                        |
| 19. | 1977 | Innsbruck-Igls                  | Margit Schumann                                       | Vera Zozuļa                                           | Margit Graf                                           |
| 20. | 1978 | Imst                            | Vera Zozuļa                                           | Andrea Fendt                                          | Angelika Schafferer                                   |
| 21. | 1979 | Königssee                       | Melitta Sollmann                                      | Elisabeth Demleitner                                  | Maria-Luise Rainer                                    |
| 22. | 1981 | Hammarstrand                    | Melitta Sollmann                                      | Cerstin Schmidt                                       | Vera Zozuļa                                           |
| 23. | 1983 | Lake Placid                     | Steffi Martin                                         | Melitta Sollmann                                      | Ute Weiß                                              |
| 24. | 1985 | Oberhof                         | Steffi Martin                                         | Cerstin Schmidt                                       | Birgit Weise                                          |
| 25. | 1987 | Innsbruck-Igls                  | Cerstin Schmidt                                       | Gabriele Kohlisch                                     | Ute Oberhoffner                                       |
| 26. | 1989 | Winterberg                      | Susi Erdmann                                          | Gerda Weißensteiner                                   | Ute Oberhoffner                                       |
| 27. | 1990 | Calgary                         | Gabriele Kohlisch                                     | Julija Antipowa                                       | Jana Bode                                             |
| 28. | 1991 | Winterberg                      | Susi Erdmann                                          | Gabriele Kohlisch                                     | Jana Bode                                             |
| 29. | 1993 | Calgary                         | Gerda Weißensteiner                                   | Gabriele Kohlisch                                     | Doris Neuner                                          |
| 30. | 1995 | Lillehammer                     | Gabriele Kohlisch                                     | Susi Erdmann                                          | Gerda Weißensteiner                                   |
| 31. | 1996 | Altenberg                       | Jana Bode                                             | Susi Erdmann                                          | Gerda Weißensteiner                                   |
| 32. | 1997 | Innsbruck-Igls                  | Susi Erdmann                                          | Jana Bode                                             | Angelika Neuner                                       |
| 33. | 1999 | Königssee                       | Sonja Wiedemann                                       | Barbara Niedernhuber                                  | Sylke Otto                                            |
| 34. | 2000 | St. Moritz                      | Sylke Otto                                            | Barbara Niedernhuber                                  | Sonja Wiedemann                                       |
| 35. | 2001 | Calgary                         | Sylke Otto                                            | Silke Kraushaar                                       | Barbara Niedernhuber                                  |
| 36. | 2003 | Sigulda                         | Sylke Otto                                            | Silke Kraushaar                                       | Barbara Niedernhuber                                  |
| 37. | 2004 | Nagano                          | Silke Kraushaar                                       | Barbara Niedernhuber                                  | Sylke Otto                                            |
| 38. | 2005 | Park City                       | Sylke Otto                                            | Barbara Niedernhuber                                  | Anke Wischnewski                                      |
| 39. | 2007 | Innsbruck-Igls                  | Tatjana Hüfner                                        | Anke Wischnewski                                      | Silke Kraushaar-Pielach                               |
| 40. | 2008 | Oberhof                         | Tatjana Hüfner                                        | Natalie Geisenberger                                  | Silke Kraushaar-Pielach                               |
| 41. | 2009 | Lake Placid                     | Erin Hamlin                                           | Natalie Geisenberger                                  | Natalja Jakuschenko                                   |
| 42. | 2011 | Cesana Torinese                 | Tatjana Hüfner                                        | Natalie Geisenberger                                  | Alex Gough                                            |
| 43. | 2012 | Altenberg                       | Tatjana Hüfner                                        | Tatjana Iwanowa                                       | Natalie Geisenberger                                  |
| 44. | 2013 | Whistler                        | Natalie Geisenberger                                  | Tatjana Hüfner                                        | Alex Gough                                            |
| 45. | 2015 | Sigulda                         | Natalie Geisenberger                                  | Tatjana Iwanowa                                       | Tatjana Hüfner                                        |
| 46. | 2016 | Königssee                       | Natalie Geisenberger                                  | Martina Kocher                                        | Tatjana Iwanowa                                       |
| 47. | 2017 | Innsbruck-Igls                  | Tatjana Hüfner                                        | Erin Hamlin                                           | Kimberley McRae                                       |
| 48. | 2019 | Winterberg                      | Natalie Geisenberger                                  | Julia Taubitz                                         | Emily Sweeney                                         |
| 49. | 2020 | Sotschi                         | Jekaterina Katnikowa                                  | Julia Taubitz                                         | Viktoria Demtschenko                                  |
| 50. | 2021 | Königsee                        | Julia Taubitz                                         | Natalie Geisenberger                                  | Dajana Eitberger                                      |
| 51. | 2023 | Oberhof                         | Anna Berreiter                                        | Julia Taubitz                                         | Dajana Eitberger                                      |
| 52. | 2024 | Altenberg                       | Lisa Schulte                                          | Julia Taubitz                                         | Madeleine Egle                                        |
| 53. | 2025 | Whistler                        | Julia Taubitz                                         | Merle Fräbel                                          | Emily Sweeney                                         |

### Weltmeister im Doppelsitzer (offene Kategorie)
| WM  | Jahr | Austragungsort                  | Sieger                                                      | Zweite                                                      | Dritte                                                      |
| --- | ---- | ------------------------------- | ----------------------------------------------------------- | ----------------------------------------------------------- | ----------------------------------------------------------- |
| 01. | 1955 | Oslo                            | Hans Krausner Josef Thaler                                  | Josef Isser Maria Isser                                     | Fritz Nachmann Josef Strillinger                            |
| 02. | 1956 | Weltmeisterschaften ausgefallen | Weltmeisterschaften ausgefallen                             | Weltmeisterschaften ausgefallen                             | Weltmeisterschaften ausgefallen                             |
| 03. | 1957 | Davos                           | Fritz Nachmann Josef Strillinger                            | Giorgio Pichler Hubert Ebner                                | Erich Raffl Ewald Walch                                     |
| 04. | 1958 | Krynica-Zdrój                   | Fritz Nachmann Josef Strillinger                            | Jerzy Koszla Janina Suszczewska                             | Ryszard Pędrak Halina Lacheta                               |
| 05. | 1959 | Villard-de-Lans                 | Wegen Gefährlichkeit der Bahn wurde der Wettkampf abgesagt! | Wegen Gefährlichkeit der Bahn wurde der Wettkampf abgesagt! | Wegen Gefährlichkeit der Bahn wurde der Wettkampf abgesagt! |
| 06. | 1960 | Garmisch-P.                     | Reinhold Frosch Ewald Walch                                 | Herbert Thaler Helmut Thaler                                | Horst Tiedge Hans Plenk                                     |
| 07. | 1961 | Girenbad                        | Roman Pichler Carlo Prinoth                                 | David Moroder Raimondo Prinoth                              | Helmut Thaler Reinhold Senn                                 |
| 08. | 1962 | Krynica-Zdrój                   | Giovanni Graber Gianpaolo Ambrosi                           | Fritz Nachmann Max Leo                                      | Manfred Novotny Petr Škrabálek                              |
| 09. | 1963 | Imst                            | Ryszard Pędrak Lucjan Kudzia                                | Edward Fender Mieczysław Pawełkiewicz                       | Anton Venier Ewald Walch                                    |
| 10. | 1965 | Davos                           | Wolfgang Scheidel Michael Köhler                            | Klaus-Michael Bonsack Thomas Köhler                         | Horst Hörnlein Rolf Fuchs                                   |
| 11. | 1966 | Friedrichroda                   | Weltmeisterschaften ausgefallen (siehe Spießbergbahn)       | Weltmeisterschaften ausgefallen (siehe Spießbergbahn)       | Weltmeisterschaften ausgefallen (siehe Spießbergbahn)       |
| 12. | 1967 | Hammarstrand                    | Klaus-Michael Bonsack Thomas Köhler                         | Manfred Schmid Ewald Walch                                  | Siegfried Maier Ernesto Maier                               |
| 13. | 1969 | Königssee                       | Manfred Schmid Ewald Walch                                  | Horst Hörnlein Reinhard Bredow                              | Klaus-Michael Bonsack Michael Köhler                        |
| 14. | 1970 | Königssee                       | Manfred Schmid Ewald Walch                                  | Klaus-Michael Bonsack Michael Köhler                        | Horst Hörnlein Reinhard Bredow                              |
| 15. | 1971 | Olang                           | Paul Hildgartner Walter Plaikner                            | Manfred Schmid Ewald Walch                                  | Horst Hörnlein Reinhard Bredow                              |
| 16. | 1973 | Oberhof                         | Horst Hörnlein Reinhard Bredow                              | Hans Rinn Norbert Hahn                                      | Paul Hildgartner Walter Plaikner                            |
| 17. | 1974 | Königssee                       | Bernd Hahn Ulrich Hahn                                      | Henning Schulze Hans-Jürgen Neumann                         | Rudolf Schmid Franz Schachner                               |
| 18. | 1975 | Hammarstrand                    | Bernd Hahn Ulrich Hahn                                      | Horst Müller Hans-Jürgen Neumann                            | Rudolf Schmid Franz Schachner                               |
| 19. | 1977 | Innsbruck-Igls                  | Hans Rinn Norbert Hahn                                      | Peter Gschnitzer Karl Brunner                               | Hans Brandner Balthasar Schwarm                             |
| 20. | 1978 | Imst                            | Dainis Bremse Aigars Kriķis                                 | Waleri Jakuschin Wladimir Schitow                           | Hans Rinn Norbert Hahn                                      |
| 21. | 1979 | Königssee                       | Hans Brandner Balthasar Schwarm                             | Hans Rinn Norbert Hahn                                      | Anton Winkler Franz Wembacher                               |
| 22. | 1981 | Hammarstrand                    | Bernd Hahn Ulrich Hahn                                      | Bernd Oberhoffner Jörg-Dieter Ludwig                        | Hans Stanggassinger Franz Wembacher                         |
| 23. | 1983 | Lake Placid                     | Jörg Hoffmann Jochen Pietzsch                               | Hansjörg Raffl Norbert Huber                                | Hans Stanggassinger Franz Wembacher                         |
| 24. | 1985 | Oberhof                         | Jörg Hoffmann Jochen Pietzsch                               | René Keller Lutz Kühnlenz                                   | Witali Melnik Dmitri Alexejew                               |
| 25. | 1987 | Innsbruck-Igls                  | Jörg Hoffmann Jochen Pietzsch                               | Stefan Ilsanker Georg Hackl                                 | Thomas Schwab Wolfgang Staudinger                           |
| 26. | 1989 | Winterberg                      | Stefan Krauße Jan Behrendt                                  | Hansjörg Raffl Norbert Huber                                | Jörg Hoffmann Jochen Pietzsch                               |
| 27. | 1990 | Calgary                         | Hansjörg Raffl Norbert Huber                                | Kurt Brugger Wilfried Huber                                 | Jörg Hoffmann Jochen Pietzsch                               |
| 28. | 1991 | Winterberg                      | Stefan Krauße Jan Behrendt                                  | Yves Mankel Thomas Rudolph                                  | Hansjörg Raffl Norbert Huber                                |
| 29. | 1993 | Calgary                         | Stefan Krauße Jan Behrendt                                  | Hansjörg Raffl Norbert Huber                                | Kurt Brugger Wilfried Huber                                 |
| 30. | 1995 | Lillehammer                     | Stefan Krauße Jan Behrendt                                  | Chris Thorpe Gordy Sheer                                    | Kurt Brugger Wilfried Huber                                 |
| 31. | 1996 | Altenberg                       | Markus Schiegl Tobias Schiegl                               | Chris Thorpe Gordy Sheer                                    | Gerhard Plankensteiner Oswald Haselrieder                   |
| 32. | 1997 | Innsbruck-Igls                  | Markus Schiegl Tobias Schiegl                               | Stefan Krauße Jan Behrendt                                  | Steffen Skel Steffen Wöller                                 |
| 33. | 1999 | Königssee                       | Patric Leitner Alexander Resch                              | Markus Schiegl Tobias Schiegl                               | Mark Grimmette Brian Martin                                 |
| 34. | 2000 | St. Moritz                      | Patric Leitner Alexander Resch                              | Steffen Skel Steffen Wöller                                 | Mark Grimmette Brian Martin                                 |
| 35. | 2001 | Calgary                         | André Florschütz Torsten Wustlich                           | Steffen Skel Steffen Wöller                                 | Markus Schiegl Tobias Schiegl                               |
| 36. | 2003 | Sigulda                         | Andreas Linger Wolfgang Linger                              | Markus Schiegl Tobias Schiegl                               | Patric Leitner Alexander Resch                              |
| 37. | 2004 | Nagano                          | Patric Leitner Alexander Resch                              | André Florschütz Torsten Wustlich                           | Mark Grimmette Brian Martin                                 |
| 38. | 2005 | Park City                       | André Florschütz Torsten Wustlich                           | Patric Leitner Alexander Resch                              | Mark Grimmette Brian Martin                                 |
| 39. | 2007 | Innsbruck-Igls                  | Patric Leitner Alexander Resch                              | Markus Schiegl Tobias Schiegl                               | Mark Grimmette Brian Martin                                 |
| 40. | 2008 | Oberhof                         | André Florschütz Torsten Wustlich                           | Tobias Wendl Tobias Arlt                                    | Markus Schiegl Tobias Schiegl                               |
| 41. | 2009 | Lake Placid                     | Gerhard Plankensteiner Oswald Haselrieder                   | André Florschütz Torsten Wustlich                           | Mark Grimmette Brian Martin                                 |
| 42. | 2011 | Cesana Torinese                 | Andreas Linger Wolfgang Linger                              | Christian Oberstolz Patrick Gruber                          | Andris Šics Juris Šics                                      |
| 43. | 2012 | Altenberg                       | Andreas Linger Wolfgang Linger                              | Toni Eggert Sascha Benecken                                 | Peter Penz Georg Fischler                                   |
| 44. | 2013 | Whistler                        | Tobias Wendl Tobias Arlt                                    | Toni Eggert Sascha Benecken                                 | Andreas Linger Wolfgang Linger                              |
| 45. | 2015 | Sigulda                         | Tobias Wendl Tobias Arlt                                    | Peter Penz Georg Fischler                                   | Christian Oberstolz Patrick Gruber                          |
| 46. | 2016 | Königssee                       | Tobias Wendl Tobias Arlt                                    | Toni Eggert Sascha Benecken                                 | Christian Oberstolz Patrick Gruber                          |
| 47. | 2017 | Innsbruck-Igls                  | Toni Eggert Sascha Benecken                                 | Tobias Wendl Tobias Arlt                                    | Robin Geueke David Gamm                                     |
| 48. | 2019 | Winterberg                      | Toni Eggert Sascha Benecken                                 | Tobias Wendl Tobias Arlt                                    | Thomas Steu Lorenz Koller                                   |
| 49. | 2020 | Sotschi                         | Toni Eggert Sascha Benecken                                 | Alexander Denissjew Wladislaw Antonow                       | Tobias Wendl Tobias Arlt                                    |
| 50. | 2021 | Königsee                        | Toni Eggert Sascha Benecken                                 | Tobias Wendl Tobias Arlt                                    | Andris Šics Juris Šics                                      |

### Weltmeister im Doppelsitzer der Männer
| WM  | Jahr | Austragungsort | Sieger                        | Zweite                     | Dritte                         |
| --- | ---- | -------------- | ----------------------------- | -------------------------- | ------------------------------ |
| 51. | 2023 | Oberhof        | Toni Eggert Sascha Benecken   | Tobias Wendl Tobias Arlt   | Yannick Müller Armin Frauscher |
| 52. | 2024 | Altenberg      | Juri Gatt Riccardo Schöpf     | Thomas Steu Wolfgang Kindl | Tobias Wendl Tobias Arlt       |
| 53. | 2025 | Whistler       | Hannes Orlamünder Paul Gubitz | Mārtiņš Bots Roberts Plūme | Tobias Wendl Tobias Arlt       |

### Weltmeister im Doppelsitzer der Frauen
| WM  | Jahr | Austragungsort | Sieger                                | Zweite                                | Dritte                               |
| --- | ---- | -------------- | ------------------------------------- | ------------------------------------- | ------------------------------------ |
| –   | 2022 | Winterberg     | Jessica Degenhardt Cheyenne Rosenthal | Louisa Romanenko Pauline Patz         | Chevonne Forgan Sophia Kirkby        |
| 51. | 2023 | Oberhof        | Jessica Degenhardt Cheyenne Rosenthal | Selina Egle Lara Kipp                 | Andrea Vötter Marion Oberhofer       |
| 52. | 2024 | Altenberg      | Selina Egle Lara Kipp                 | Anda Upīte Zane Kaluma                | Chevonne Forgan Sophia Kirkby        |
| 53. | 2025 | Whistler       | Selina Egle Lara Kipp                 | Jessica Degenhardt Cheyenne Rosenthal | Dajana Eitberger Magdalena Matschina |

### Weltmeister im Staffel- und Teamwettbewerb
Bis 2009 addierter Mannschaftswettbewerb, seit 2011 Teamstaffel.
| WM  | Jahr | Austragungsort  | Sieger | Zweite | Dritte |
| --- | ---- | --------------- | --- | --- | --- |
| 26. | 1989 | Winterberg      | ItalienNorbert Huber Gerhard Plankensteiner Gerda Weißensteiner Veronika Oberhuber Hansjörg Raffl Norbert Huber | DDRJens Müller René Friedl Susi Erdmann Ute Oberhoffner Stefan Krauße Jan Behrendt                         | SowjetunionSergei Danilin Juri Chartschenko Julija Antipowa Irina Kussakina Jewgeni Beloussow Alexander Beljakow     |
| 27. | 1990 | Calgary         | DDRJens Müller Thomas Jacob Gabriele Kohlisch Susi Erdmann Jörg Hoffmann Jochen Pietzsch                        | ItalienArnold Huber Norbert Huber Nadia Prinoth Gerda Weißensteiner Hansjörg Raffl Norbert Huber           | SowjetunionSergei Danilin Andrei Roschkow Julija Antipowa Natalja Jakuschenko Igor Lobanow Gennadi Beljakow          |
| 28. | 1991 | Winterberg      | DeutschlandGeorg Hackl Jens Müller Susi Erdmann Gabriele Kohlisch Stefan Krauße Jan Behrendt                    | ÖsterreichRobert Manzenreiter Markus Prock Doris Neuner Andrea Tagwerker Gerhard Gleirscher Markus Schmidt | ItalienArnold Huber Gerhard Plankensteiner Natalie Obkircher Gerda Weißensteiner Hansjörg Raffl Norbert Huber        |
| 29. | 1993 | Calgary         | DeutschlandGeorg Hackl René Friedl Gabriele Kohlisch Susi Erdmann Stefan Krauße Jan Behrendt                    | ÖsterreichRobert Manzenreiter Markus Prock Angelika Neuner Doris Neuner Markus Schiegl Tobias Schiegl      | ItalienArnold Huber Gerhard Plankensteiner Natalie Obkircher Gerda Weißensteiner Hansjörg Raffl Norbert Huber        |
| 30. | 1995 | Lillehammer     | DeutschlandGeorg Hackl Jens Müller Gabriele Kohlisch Susi Erdmann Stefan Krauße Jan Behrendt                    | ItalienNorbert Huber Armin Zöggeler Natalie Obkircher Gerda Weißensteiner Kurt Brugger Wilfried Huber      | ÖsterreichMarkus Kleinheinz Markus Prock Angelika Neuner Doris Neuner Markus Schiegl Tobias Schiegl                  |
| 31. | 1996 | Altenberg       | ÖsterreichMarkus Prock Markus Schmidt Angelika Neuner Andrea Tagwerker Markus Schiegl Tobias Schiegl            | DeutschlandGeorg Hackl Jens Müller Jana Bode Gabriele Kohlisch Stefan Krauße Jan Behrendt                  | ItalienWilfried Huber Armin Zöggeler Natalie Obkircher Gerda Weißensteiner Gerhard Plankensteiner Oswald Haselrieder |
| 32. | 1997 | Innsbruck-Igls  | ÖsterreichMarkus Prock Gerhard Gleirscher Andrea Tagwerker Angelika Neuner Markus Schiegl Tobias Schiegl        | DeutschlandGeorg Hackl Jens Müller Silke Kraushaar Sylke Otto Stefan Krauße Jan Behrendt                   | ItalienWilfried Huber Armin Zöggeler Natalie Obkircher Gerda Weißensteiner Gerhard Plankensteiner Oswald Haselrieder |
| 33. | 1999 | Königssee       | ÖsterreichAndrea Tagwerker Markus Schiegl Tobias Schiegl Markus Prock                                           | Deutschland IISilke Kraushaar André Florschütz Torsten Wustlich Robert Fegg                                | Deutschland ISylke Otto Patric Leitner Alexander Resch Georg Hackl                                                   |
| 34. | 2000 | St. Moritz      | Deutschland IISilke Kraushaar Steffen Skel Steffen Wöller Georg Hackl                                           | Deutschland ISylke Otto Patric Leitner Alexander Resch Jens Müller                                         | ÖsterreichAngelika Neuner Markus Schiegl Tobias Schiegl Markus Prock                                                 |
| 35. | 2001 | Calgary         | Deutschland ISilke Kraushaar Patric Leitner Alexander Resch Georg Hackl                                         | Deutschland IISylke Otto Steffen Skel Steffen Wöller Karsten Albert                                        | USA IBecky Wilczak Mark Grimmette Brian Martin Tony Benshoof                                                         |
| 36. | 2003 | Sigulda         | DeutschlandSylke Otto Patric Leitner Alexander Resch Georg Hackl                                                | LettlandAnna Orlova Zigmars Berkolds Sandris Bērziņš Mārtiņš Rubenis                                       | ÖsterreichSonja Manzenreiter Andreas Linger Wolfgang Linger Rainer Margreiter                                        |
| 37. | 2004 | Nagano          | DeutschlandBarbara Niedernhuber Patric Leitner Alexander Resch David Möller                                     | USAAshley Hayden Mark Grimmette Brian Martin Tony Benshoof                                                 | ItalienAnastasia Oberstolz-Antonova Christian Oberstolz Patrick Gruber Armin Zöggeler                                |
| 38. | 2005 | Park City       | DeutschlandSylke Otto André Florschütz Torsten Wustlich Georg Hackl                                             | USAAshley Hayden Mark Grimmette Brian Martin Tony Benshoof                                                 | ItalienAnastasia Oberstolz-Antonova Christian Oberstolz Patrick Gruber Armin Zöggeler                                |
| 39. | 2007 | Innsbruck-Igls  | DeutschlandSilke Kraushaar-Pielach Patric Leitner Alexander Resch David Möller                                  | ItalienSandra Gasparini Christian Oberstolz Patrick Gruber Armin Zöggeler                                  | ÖsterreichNina Reithmayer Peter Penz Georg Fischler Daniel Pfister                                                   |
| 40. | 2008 | Oberhof         | DeutschlandTatjana Hüfner Felix Loch André Florschütz Torsten Wustlich                                          | ÖsterreichNina Reithmayer Martin Abentung Markus Schiegl Tobias Schiegl                                    | LettlandMaija Tīruma Guntis Rēķis Juris Šics Andris Šics                                                             |
| 41. | 2009 | Lake Placid     | DeutschlandFelix Loch Natalie Geisenberger André Florschütz Torsten Wustlich                                    | ÖsterreichDaniel Pfister Nina Reithmayer Peter Penz Georg Fischler                                         | LettlandGuntis Rēķis Maija Tīruma Juris Šics Andris Šics                                                             |
| 42. | 2011 | Cesana Torinese | Wettbewerb wegen technischer Probleme ausgefallen                                                               | Wettbewerb wegen technischer Probleme ausgefallen                                                          | Wettbewerb wegen technischer Probleme ausgefallen                                                                    |
| 43. | 2012 | Altenberg       | DeutschlandFelix Loch Tatjana Hüfner Toni Eggert Sascha Benecken                                                | RusslandAlbert Demtschenko Tatjana Iwanowa Wladislaw Juschakow Wladimir Machnutin                          | KanadaSamuel Edney Alex Gough Tristan Walker Justin Snith                                                            |
| 44. | 2013 | Whistler        | DeutschlandNatalie Geisenberger Felix Loch Tobias Wendl Tobias Arlt                                             | KanadaAlex Gough Samuel Edney Tristan Walker Justin Snith                                                  | LettlandElīza Tīruma Inārs Kivlenieks Juris Šics Andris Šics                                                         |
| 45. | 2015 | Sigulda         | DeutschlandNatalie Geisenberger Felix Loch Tobias Wendl Tobias Arlt                                             | RusslandSemjon Pawlitschenko Tatjana Iwanowa Andrei Bogdanow Andrei Medwedew                               | KanadaAlex Gough Samuel Edney Tristan Walker Justin Snith                                                            |
| 46. | 2016 | Königssee       | DeutschlandNatalie Geisenberger Felix Loch Tobias Wendl Tobias Arlt                                             | LettlandElīza Cauce Inārs Kivlenieks Juris Šics Andris Šics                                                | KanadaAlex Gough Mitchel Malyk Tristan Walker Justin Snith                                                           |
| 47. | 2017 | Innsbruck-Igls  | DeutschlandTatjana Hüfner Johannes Ludwig Toni Eggert Sascha Benecken                                           | USAErin Hamlin Tucker West Matt Mortensen Jayson Terdiman                                                  | RusslandTatjana Iwanowa Roman Repilow Alexander Denissjew Wladislaw Antonow                                          |
| 48. | 2019 | Winterberg      | RusslandTatjana Iwanowa Semjon Pawlitschenko Wladislaw Juschakow Juri Prochorow                                 | ÖsterreichHannah Prock Reinhard Egger Thomas Steu Lorenz Koller                                            | DeutschlandNatalie Geisenberger Felix Loch Toni Eggert Sascha Benecken                                               |
| 49. | 2020 | Sotschi         | DeutschlandJulia Taubitz Johannes Ludwig Toni Eggert Sascha Benecken                                            | LettlandKendija Aparjode Kristers Aparjods Juris Šics Andris Šics                                          | USASummer Britcher Tucker West Christopher Mazdzer Jayson Terdiman                                                   |
| 50. | 2021 | Königsee        | ÖsterreichMadeleine Egle David Gleirscher Thomas Steu Lorenz Koller                                             | DeutschlandJulia Taubitz Felix Loch Toni Eggert Sascha Benecken                                            | LettlandKendija Aparjode Artūrs Dārznieks Juris Šics Andris Šics                                                     |
| 51. | 2023 | Oberhof         | DeutschlandAnna Berreiter Max Langenhan Toni Eggert Sascha Benecken                                             | ÖsterreichMadeleine Egle Jonas Müller Yannick Müller Armin Frauscher                                       | LettlandKendija Aparjode Kristers Aparjods Mārtiņš Bots Roberts Plūme                                                |
| 52. | 2024 | Altenberg       | DeutschlandJulia Taubitz Tobias Wendl Tobias Arlt Max Langenhan Dajana Eitberger Saskia Schirmer                | Vereinigte StaatenSummer Britcher Dana William Kellogg Frank Ike Tucker West Chevonne Forgan Sophia Kirkby | LettlandElīna Ieva Vītola Mārtiņš Bots Roberts Plūme Kristers Aparjods Anda Upīte Zane Kaluma                        |
| 53. | 2025 | Whistler        | DeutschlandJulia Taubitz Hannes Orlamünder Paul Gubitz Max Langenhan Jessica Degenhardt Cheyenne Rosenthal      | ÖsterreichMadeleine Egle Thomas Steu Wolfgang Kindl Nico Gleirscher Selina Egle Lara Kipp                  | KanadaEmbyr-Lee Susko Devin Wardrope Cole Anthony Zajanski Theo Downey Beattie Podulsky Kailey Allan                 |

### Weltmeister im Einsitzer der Männer Sprint
| WM  | Jahr | Austragungsort | Sieger           | Zweiter              | Dritter              |
| --- | ---- | -------------- | ---------------- | -------------------- | -------------------- |
| 46. | 2016 | Königssee      | Felix Loch       | Andi Langenhan       | Ralf Palik           |
| 47. | 2017 | Innsbruck-Igls | Wolfgang Kindl   | Roman Repilow        | Dominik Fischnaller  |
| 48. | 2019 | Winterberg     | Jonas Müller     | Felix Loch           | Semjon Pawlitschenko |
| 49. | 2020 | Sotschi        | Roman Repilow    | David Gleirscher     | Dominik Fischnaller  |
| 50. | 2021 | Königssee      | Nico Gleirscher  | Semjon Pawlitschenko | David Gleirscher     |
| 51. | 2023 | Oberhof        | Felix Loch       | Jonas Müller         | Max Langenhan        |
| 52. | 2024 | Altenberg      | David Gleirscher | Max Langenhan        | Kristers Aparjods    |

### Weltmeister im Einsitzer der Frauen Sprint
| WM  | Jahr | Austragungsort | Siegerin             | Zweite               | Dritte            |
| --- | ---- | -------------- | -------------------- | -------------------- | ----------------- |
| 46. | 2016 | Königssee      | Martina Kocher       | Natalie Geisenberger | Dajana Eitberger  |
| 47. | 2017 | Innsbruck-Igls | Erin Hamlin          | Martina Kocher       | Tatjana Hüfner    |
| 48. | 2019 | Winterberg     | Natalie Geisenberger | Julia Taubitz        | Dajana Eitberger  |
| 49. | 2020 | Sotschi        | Jekaterina Katnikowa | Tatiana Iwanowa      | Elīza Cauce       |
| 50. | 2021 | Königssee      | Julia Taubitz        | Anna Berreiter       | Dajana Eitberger  |
| 51. | 2023 | Oberhof        | Dajana Eitberger     | Julia Taubitz        | Anna Berreiter    |
| 52. | 2024 | Altenberg      | Julia Taubitz        | Natalie Maag         | Elīna Ieva Vītola |

### Weltmeister im Doppelsitzer der offenen Kategorie Sprint
| WM  | Jahr | Austragungsort | Sieger                                | Zweite                            | Dritte                             |
| --- | ---- | -------------- | ------------------------------------- | --------------------------------- | ---------------------------------- |
| 46. | 2016 | Königssee      | Tobias Wendl Tobias Arlt              | Peter Penz Georg Fischler         | Christian Oberstolz Patrick Gruber |
| 47. | 2017 | Innsbruck-Igls | Tobias Wendl Tobias Arlt              | Peter Penz Georg Fischler         | Toni Eggert Sascha Benecken        |
| 48. | 2019 | Winterberg     | Toni Eggert Sascha Benecken           | Tobias Wendl Tobias Arlt          | Thomas Steu Lorenz Koller          |
| 49. | 2020 | Sotschi        | Alexander Denissjew Wladislaw Antonow | Simon Kainzwaldner Emanuel Rieder | Tobias Wendl Tobias Arlt           |
| 50. | 2021 | Königssee      | Tobias Wendl Tobias Arlt              | Andris Šics Juris Šics            | Toni Eggert Sascha Benecken        |

### Weltmeister im Doppelsitzer der Männer Sprint
| WM  | Jahr | Austragungsort | Sieger                      | Zweite                     | Dritte                         |
| --- | ---- | -------------- | --------------------------- | -------------------------- | ------------------------------ |
| 51. | 2023 | Oberhof        | Toni Eggert Sascha Benecken | Tobias Wendl Tobias Arlt   | Yannick Müller Armin Frauscher |
| 52. | 2024 | Altenberg      | Mārtiņš Bots Roberts Plūme  | Thomas Steu Wolfgang Kindl | Juri Gatt Riccardo Schöpf      |

### Weltmeister im Doppelsitzer der Frauen Sprint
| WM  | Jahr | Austragungsort | Sieger                                | Zweite                 | Dritte                            |
| --- | ---- | -------------- | ------------------------------------- | ---------------------- | --------------------------------- |
| 51. | 2023 | Oberhof        | Jessica Degenhardt Cheyenne Rosenthal | Selina Egle Lara Kipp  | Andrea Vötter Marion Oberhofer    |
| 52. | 2024 | Altenberg      | Andrea Vötter Marion Oberhofer        | Anda Upīte Zane Kaluma | Marta Robežniece Kitija Bogdanova |

### Weltmeister im Mixed-Wettbewerb Einsitzer
| WM  | Jahr | Austragungsort | Sieger                      | Zweite                                | Dritte                          |
| --- | ---- | -------------- | --------------------------- | ------------------------------------- | ------------------------------- |
| 53. | 2025 | Whistler       | Max Langenhan Julia Taubitz | Jonathan Eric Gustafson Emily Sweeney | David Gleirscher Madeleine Egle |

### Weltmeister im Mixed-Wettbewerb Doppelsitzer
| WM  | Jahr | Austragungsort | Sieger                                           | Zweite                                                             | Dritte                                                         |
| --- | ---- | -------------- | ------------------------------------------------ | ------------------------------------------------------------------ | -------------------------------------------------------------- |
| 53. | 2025 | Whistler       | Thomas Steu Wolfgang Kindl Selina Egle Lara Kipp | Hannes Orlamünder Paul Gubitz Dajana Eitberger Magdalena Matschina | Tobias Wendl Tobias Arlt Jessica Degenhardt Cheyenne Rosenthal |

## Ewiger Medaillenspiegel
Bis einschließlich 2025:
| Rang   | Land                                                        | Goldmedaillen | Silbermedaillen | Bronzemedaillen | Gesamt        |
| ------ | ----------------------------------------------------------- | ------------- | --------------- | --------------- | ------------- |
| 1      | Deutschland (davon DDR) (davon BR Deutschland)              | 134 (35) (12) | 109 (27) (12)   | 78 (23) (14)    | 321 (85) (38) |
| 2      | Österreich                                                  | 32            | 39              | 47              | 117           |
| 3      | Italien                                                     | 17            | 18              | 33              | 68            |
| 4      | Russland (davon Sowjetunion) (davon Russ. Rennrodelverband) | 11 (3) (1)    | 14 (4) (1)      | 10 (5) (-)      | 35 (12) (2)   |
| 5      | Polen                                                       | 5             | 6               | 5               | 16            |
| 6      | USA                                                         | 4             | 7               | 10              | 22            |
| 7      | Schweiz                                                     | 2             | 3               | -               | 5             |
| 8      | Lettland                                                    | 1             | 8               | 13              | 22            |
| 9      | Kanada                                                      | 1             | 1               | 7               | 9             |
| 10     | Norwegen                                                    | 1             | -               | -               | 1             |
| 11     | Tschechoslowakei                                            | –             | -               | 2               | 2             |
| 12     | Ukraine                                                     | –             | -               | 1               | 1             |
| Gesamt | Gesamt                                                      | 208           | 205             | 206             | 619           |